# 伊陶瓜
伊陶瓜（西班牙語：Itauguá）是巴拉圭的城市，由中央省負責管轄，距離首都亞松森約30公里，始建於1728年6月27日，面積122平方公里，海拔高度170米，2008年人口84,449，人口密度每平方公里1,091人。

## 外部連結
- SENATUR （页面存档备份，存于）
- World Gazeteer: Paraguay – World-Gazetteer.com